# سوپراستار (ترانه کریستین میلتون)
«سوپراستار» (به انگلیسی: Superstar) ترانه‌ای است که کات‌فادر، جو بِلماتی و رِمی سروده‌اند و اولین بار توسط کریستین میلتون، خوانندهٔ پاپ دانمارکی اجرا شده‌است. این قطعه در سال ۲۰۰۳ به عنوان تک‌آهنگ اصلی اولین آلبوم استودیویی میلتون منتشر شد و برای هفت هفتهٔ متوالی صدرنشین جدول تک‌آهنگ‌های دانمارک شد. مدتی بعد خوانندهٔ بریتانیایی جمیلیا نسخهٔ جدیدی از «سوپراستار» را اجرا کرد که به موفقیت بین‌المللی آن انجامید.

## فهرست قطعه‌های تک‌آهنگ
- سی‌دی تبلیغاتی

1. «سوپراستار» – ۳:۳۳

- سی‌دی تک‌آهنگ[۳]

1. «سوپراستار» – ۳:۳۳
2. «سوپراستار» (Mestarr Radio Edit) – ۳:۳۶

- سی‌دی تک‌آهنگ مَکسی[۴]

1. «سوپراستار» – ۳:۳۳
2. «سوپراستار» (Mestarr Radio Edit) – ۳:۳۶
3. «سوپراستار» (Mestarr Club Mix) – ۶:۵۵
4. «سوپراستار» (Instrumental) – 3:33

## موقعیت در جدول‌های فروش
| چارت (۲۰۰۳–۲۰۰۴) | بالاترین جایگاه |
| ---------------- | --------------- |
| هیت‌لیسن دانمارک  | ۱               |
| وی‌جی-لیستای نروژ | ۱۵              |